# Vražja lična tumorska bolest
Vražja lična tumorska bolest (engl. devil facial tumour disease, akr. DFTD) agresivni je nevirusni prenosivi parazitski rak, porijekla vjerojatno od Schwannovih stanica, koji pogađa tasmanske vragove. Prvi "službeni slučaj" bio je opisan 1996. godine u Australiji. U sljedećem desetljeću bolest je opustošila populaciju tasmanskih divljih vragova, s procjenama njezina smanjenja u rasponu od 20 % pa sve do 50 % na 65 % područja države. Pogođene zgusnute populacije trpe mortalitet do 100 % unutar 12 do 18 mjeseci. Bolest je uglavnom koncentrirana u istočnoj polovici Tasmanije. Vidljivi znakovi DFTD-a počinju s lezijama i kvrgama oko usta. One se razviju u maligne tumore koji se mogu širiti s lica na čitavo tijelo. Jednom kad se lezije pojave vragovi obično umiru unutar šest mjeseci zbog zatajenja organa, sekundarnih infekcija ili metaboličke gladi. Vražja lična tumorska bolest pogađa jednako mužjake i ženke. Sada se njihova populacija smanjila za 70 % u odnosu na 1996. godinu. Prema podacima iz 2010. godine inficirano je 80 % populacije. Najvjerojatniji je put prijenosa ugriz, navlastito kada očnjaci stupe u direktni kontakt s oboljelim stanicama. Ostali načini prijenosa uključuju, iako nisu ograničeni na njih, gutanje inficirane strvine ili dijeljenje hrane, jer oboje uključuje alogeni prijenos stanica između nesrodnih jedinaka.
Šest ženka pronađeno je s djelomičnom imunošću. Radi spasa populacije započelo se s uzgojem u zatočeništvu.

## U drugih životinja
Prenosivi rak, uzrokovan klonom malignih stanica prije nego nekim virusom, ekstremno je rijedak. Jedini preostali poznati tipovi jesu pasji prenosivi venerični tumor (CTVT), koji se prenosi između pasa putem spolne aktivnosti i poznat je u znanosti već oko 100 godina, i zarazni retikularnostanični sarkom sirijskog hrčka, koji se može prenijeti s jednog sirijskog hrčka na drugog putem ugriza komarca Aedes aegypti. CTVT mutira ekspresiju imunosnog odgovora dok se bolest sirijskog hrčka širi zbog nedostatka genetičke raznolikosti. Mutacija vražje lične tumorske bolesti može značiti da bi se mogla proširiti na druge srodne vrste poput kunaša.

## Vanjske poveznice
- mrežno mjesto Save the Tasmanian Devil  Arhivirana inačica izvorne stranice od 21. ožujka 2009. (Wayback Machine)